# 羅奇代爾 (英國國會選區)
羅奇代爾（英語：Rochdale），英國國會一郡選區，包括英格蘭大曼徹斯特羅奇代爾都市自治市和奧爾德姆都市自治市一部。創設於1832年。
該區六十年來議席多由工黨和自由民主黨輪流接掌。2010年大選中工黨的西門·丹朱克在首相白高敦辱罵該區一名選民「老虔婆」後，仍然以36.4%選票勝出該區。